# Hymenidium giraldii
Hymenidium giraldii là một loài thực vật có hoa trong họ Hoa tán. Loài này được Pimenov và Kljuykov công bố hợp lệ năm 2000.